# Acalolepta puncticollis
Acalolepta puncticollis är en skalbaggsart som först beskrevs av Fisher 1935.  Acalolepta puncticollis ingår i släktet Acalolepta och familjen långhorningar. Inga underarter finns listade i Catalogue of Life.